# Matthias Iten
Matthias Iten (12 agosto 1999) è uno sciatore alpino svizzero.

## Biografia
Originario di Unterägeri e attivo in gare FIS dal dicembre del 2015, Coppa Europa Iten ha esordito in il 6 gennaio 2018 a Wengen in supergigante (53º) e ha conquistato il primo podio il 19 dicembre 2023 a Obereggen in slalom speciale (2º); ha debuttato in Coppa del Mondo il 7 gennaio 2024 ad Adelboden nella medesima specialità, senza completare la prova. Non ha preso parte a rassegne olimpiche o iridate.

## Palmarès

### Coppa Europa
- Miglior piazzamento in classifica generale: 30º nel 2024
- 3 podi:
  - 2 secondi posti
  - 1 terzo posto

### Australia New Zealand Cup
- Miglior piazzamento in classifica generale: 9º nel 2020
- 1 podio:
  - 1 vittoria

#### Australia New Zealand Cup - vittorie
| Data             | Località | Paese         | Specialità |
| ---------------- | -------- | ------------- | ---------- |
| 5 settembre 2019 | Cardrona | Nuova Zelanda | SL         |

Legenda:

SL = slalom speciale

### Campionati svizzeri
- 3 medaglie:
  - 1 argento (combinata nel 2022)
  - 2 bronzi (combinata nel 2018; slalom speciale nel 2025)